# VdB 138
vdB 138 è una nebulosa a riflessione visibile nella costellazione del Cigno.
Si individua nella parte settentrionale della costellazione, circa 3° a nord della parte centrale della Nebulosa Nord America; il periodo più indicato per la sua osservazione nel cielo serale ricade fra i mesi di giugno e novembre ed è notevolmente facilitata per osservatori posti nelle regioni dell'emisfero boreale terrestre. La nebulosa, di piccole dimensioni, è illuminata dalla stella HD 199714, una supergigante blu di classe spettrale B8Ib avente magnitudine apparente pari a 8,31. La sua distanza sarebbe pari a 613 parsec (2000 anni luce), confrontabile con quella della vicina Nebulosa Nord America e dei grandi complessi nebulosi della Fenditura del Cigno.